# Autowerke Herz & Schröter
Die Autowerke Herz & Schröter waren ein Hersteller von Automobilen aus Österreich.

## Unternehmensgeschichte
Das Unternehmen aus Wien begann im Herbst 1921 mit der Produktion von Automobilen. Der Markenname lautete Herz & Schröter. 1922 endete die Produktion. Eine andere Quelle gibt das Ende der Produktion mit 1929 an.

## Fahrzeuge
Das einzige Modell war ein Kleinwagen. Für den Antrieb sorgte ein luftgekühlter Zweizylinder-Viertaktmotor mit 3 Steuer-PS. Das Getriebe verfügte über vier Gänge plus Rückwärtsgang. Die offene Karosserie bot Platz für zwei Personen und verfügte über ein Verdeck.